# Истински детектив
„Истински детектив“ (на английски: True Detective) е американски криминален сериал на HBO по идея на Ник Пизолато, който се излъчва във формат антология – всеки сезон представя различна история с различни актьори.

## История
Първият сезон на сериала се развива в Луизиана, САЩ с главни актьори – Матю Макконахи и Уди Харелсън. Режисьор на сезона е Кери Фукунага. Сюжетът на сезона се въри около опитите на двама детективи да проследят и открият предполагаем сериен убиец в период от 17 години. Сериалът дебютира на 12 януари 2014 г. и първият сезон се състои от 8 епизода. Историята е вдъхновена от класическите детективски истории, но също така е определян и като готически хорър. Сериалът получава силно позитивен отклик сред американската крититика, като дори е сравняван по въздействие с „Игра на тронове“.
За втория сезон е обявено, че главните роли ще се изпълняват от Колин Фарел, Винс Вон, и Тейлър Кич, а през ноември 2014 г. са обявени и имената Кели Райли и Рейчъл Макадамс.

## Актьорски състав

### Сезон 1
- Матю Макконахи – детектив Ръстин „Ръст“ Кол
- Уди Харелсън – детектив Мартин „Марти“ Харт
- Мишел Монахан – Маги Харт
- Майкъл Потс – детектив Мейнард Гилбоу
- Тори Китълс – детектив Томас Папаня

### Сезон 2
- Колин Фарел – Рей Велкоро
- Винс Вон – Франк Семиън
- Рейчъл Макадамс – Ани Безеридес
- Тейлър Кич – Пол Удръф
- Кели Райли – Джордан Семиън

### Сезон 3
- Махершала Али – Уейн Хейс
- Кармен Еджого – Амелиа Риърдън
- Стивън Дорф – Роланд Уест
- Скот Макниъри – Том Пърсел
- Рей Фишер – Хенри Хейс

### Сезон 4
- Джоди Фостър – Лиз Данвърс
- Кали Рейс –Еванджелин Наваро
- Фиона Шоу – Роуз Ангино
- Джон Хоукс – Ханк Прайър
- Изабела Стар ЛаБланк – Леа Данвърс